# Stefan Hedlund (ishockeyspelare född 1960)
Stefan Hedlund, född 25 april 1960, är en svensk professionell ishockeyspelare. Hans moderklubb är Tyringe SoSS.